# Касымбеков, Махмуд Базаркулович
Махму́д Базарку́лович Касымбе́ков (каз. Махмұд Базарқұлұлы Қасымбеков; род. 2 августа 1952, село Чу, Джамбульская область) — казахстанский государственный и научный деятель.

## Биография
Родился 2 августа 1952 года в с. Чу Джамбульской области. Казах. Происходит из подрода шубуртпалы рода каракесек племени аргын.
Отец — Базаркул Касымбеков (1914—1992), участник ВОВ. Мать — Кулянда Абдисаевна Касымбекова (1920 г. р.), пенсионерка.

### Образование
1974 — Казахский педагогический институт им. Абая, учитель математики
1985 — Алма-Атинский институт народного хозяйства, экономист
1990 — Алма-Атинская высшая партийная школа, политолог
2000 — Кандидат политических наук. Тема диссертации: «Становление и развитие института президентства в Республике Казахстан»
2002 — Доктор политических наук. Тема диссертации: «Институт президентства как инструмент политической модернизации (на примере Республики Казахстан)». Профессор.

### Трудовая деятельность
1969—1970 — старший пионервожатый средней школы им. С. Сейфуллина в городе Чу
1970—1976 — студент, заместитель секретаря, секретарь комитета комсомола КазПИ
1976—1977 — секретарь, второй секретарь Фрунзенского райкома ЛКСМ Казахстана, город Алма-Ата
1977—1981 — секретарь Алма-Атинского горкома, секретарь Алма-Атинского обкома ЛКСМ Казахстана
1981—1983 — заведующий отделом пропаганды и культурно-массовой работы ЦК ЛКСМ Казахстана
1983—1985 — инструктор Алма-Атинского обкома Коммунистической партии Казахстана
1985—1990 — инструктор, заведующий сектором ЦК Компартии Казахстана
1990 — заведующий сектором Канцелярии Президента КазССР
1990—1994 — заведующий общим отделом Аппарата Президента и Кабинета Министров РК
1994—1996 — заведующий общим отделом Аппарата, Администрации Президента РК
1996—2002 — заведующий канцелярией Президента РК
2002—2004 — заведующий канцелярией Администрации Президента РК
2004—2019 — начальник канцелярии Президента РК.
С апреля 2013 по март 2014 — и. о. руководителя Многофункционального научно-аналитического и гуманитарно-просветительского государственного учреждения «Назарбаев-центр»
С марта 2014 года по март 2019 — и. о. руководителя государственного учреждения «Библиотека Первого Президента Республики Казахстан — Лидера нации».
С марта 2019 — руководитель Канцелярии Первого Президента Республики Казахстан — Елбасы

### Семья
Жена — Зауреш Курмановна Кенчебаева.
Имеет трёх детей: дочь Жаныл (род. 1974), сына Жениса (род. 1975), Аким города Астана url=https://www.gov.kz/memleket/entities/astana, сына Ардака (род. 1977), председателя правления АО «Казына Капитал Менеджмент» (ранее работал заместителем председателя правления по экономике и финансам, управляющим директором по экономике и финансам, старшим вице-президентом — финансовым директором АО "НК «КазМунайГаз»).

## Факты
По информации политолога Д. Ашимбаева: «Руководитель канцелярии (15-я строка в протокольном старшинстве) входит в состав Комиссии по вопросам кадровой политики в правоохранительных органах, Высшей аттестационной комиссии по проведению внеочередной аттестации сотрудников правоохранительных органов, Комиссии по госнаградам, Комиссии по отбору кандидатов в кадровый резерв политической государственной службы и работе с ним, руководит деятельностью ряда подразделений администрации, „Назарбаев центра“ и архива Президента. В числе задач, возложенных на канцелярию, значатся: документационное, организационно-техническое и информационно-аналитическое обеспечение деятельности Президента и руководства администрации; финансовое и материально-техническое обеспечение деятельности администрации; организация и координация работы по вопросам оценки эффективности деятельности структурных подразделений и сотрудников администрации. Первая из указанных функций включает в себя предварительное рассмотрение проектов законов и актов руководителя страны, формирование, мониторинг и анализ реализации его рабочих графиков, организацию и учёт личного приема должностных лиц и граждан, а также обеспечение оперативной телефонной связью, взаимодействие со структурными подразделениями администрации и с другими государственными органами в целях принятия исчерпывающих мер по выполнению поручений Президента. Для того чтобы понять значимость этих функций, даже не надо быть специалистом по госуправлению».
По результатам регулярного экспертного опроса, проводимого ЦСПИ «Стратегия» для определения рейтинга управленческой элиты Казахстана, М. Б. Касымбеков занимает 29-ю позицию в списке наиболее влиятельных политиков Казахстана.

## Награды
- 2019 — Орден «Барыс» 1-й степени[11]
- 2018 — Медаль «Прогресс» (8 июня 2018 года, Азербайджан) — за заслуги в развитии сотрудничества между Азербайджанской Республикой и Республикой Казахстан[12][13]
- 2009 — Орден «Первый Президент Республики Казахстан — Лидер Нации Нурсултан Назарбаев»
- 2004 — Орден «Барыс» 3-й степени
- 2001 — Государственная премия Республики Казахстан в области науки, техники и образования (2001)[14]
- 1999 — Орден Курмет
- 1998 — Медаль «Астана»
- Почётные грамоты Верховного Совета Казахской ССР, ЦК ВЛКСМ, ЦК ЛКСМ Казахстана[3]
- Знак ЦК ВЛКСМ «За активную работу в комсомоле»[3]
- Почётный гражданин Алматинской области[15].

правительственные и юбилейные медали Казахстана
- Медаль «10 лет независимости Республики Казахстан» (2001)
- Медаль «В ознаменование 100-летия железной дороги Казахстана» (2004)
- Медаль «50 лет Целине» (2004)
- Медаль «10 лет Парламенту Республики Казахстан» (2005)
- Медаль «10 лет Конституции Республики Казахстан» (2005)
- Медаль «10 лет Астане» (2008)
- Медаль «20 лет независимости Республики Казахстан» (2011)
- Медаль «20 лет Конституции Республики Казахстан» (2005)
- Медаль «25 лет независимости Республики Казахстан» (2016)